# Шульгино (Смоленская область)
Шульгино — деревня в Дорогобужском районе Смоленской области России. Входит в состав Балакиревского сельского поселения. 
Население — 3 жителя (2007 год). 
Расположена в центральной части области в 16 км к юго-востоку от Дорогобужа, в 4 км южнее автодороги Р134 «Старая Смоленская дорога». В 26 км севернее от деревни находится железнодорожная станция Вышегор на линии Москва-Минск. 

## История
В годы Великой Отечественной войны деревня была оккупирована гитлеровскими войсками в октябре 1941 года, освобождена в сентябре 1943 года.